# 79 del Taure
79 del Taure (79 Tauri) és un estel que pertany al cúmul de les Híades, a la constel·lació del Taure. De magnitud aparent +5,02, s'hi troba a 160 anys llum del Sistema Solar.
79 del Taure és un estel blanc de la seqüència principal de tipus espectral A7 V amb una temperatura de 7850 K. Brilla amb una lluminositat 18 vegades major que la del Sol i el seu radi, calculat a partir de la mesura del seu semidiàmetre angular, 0,225 mil·lisegons d'arc, és 2,4 vegades major que el solar. Giravolta a una velocitat de 105 km/s. La seva massa és un 80% major que la massa solar i té una edat —com la resta de les Híades— de 625 milions d'anys.
79 del Taure es troba envoltada per un disc de pols circunestelar, com suggereix l'excés en la radiació infraroja emesa. Des de l'estel fins a una distància d'almenys 40 ua, el disc sembla estar significativament lliure de pols. Els models que millor s'ajusten a les observacions impliquen una massa per al disc de l'ordre de 10-2 vegades la massa terrestre, si bé no es pot excloure un massa 10 vegades major.